# Control Oriented Architecture
Control Oriented Architecture - COA é uma arquitetura de camadas de controle que permite configurar, regrar e gerenciar, em tempo real, todas as transações, interações e informações realizadas em um ambiente de processos empresariais.
Uma das vantagens de ter uma arquitetura voltada para o controle é que ela permite alinhar a plataforma de TI aos propósitos e objetivos do negócio. Assim, SOA é a matriz de software da TI e COA é a matriz de governança da gestão empresarial.
Esse conceito foi apresentado ao público pela primeira vez durante o Business Process Day 2007.

## Camadas de controle
Os aplicativos desenvolvidos sobre arquiteturas de controle apresentam os seguintes filtros de controle:
Controle unificado de permissões
Permite entregar as funções que são gerenciadas seguindo o perfil de cada usuário e/ou grupo de usuários. Filtra todas as funcionalidades, campos e conteúdo das aplicações que dão suporte a todos os processos empresariais.
Monitoramento em tempo real
Permite acompanhar em tempo real a execução de todos os processos e ações dos colaboradores. Supervisiona pessoas e processos verificando seu grau de eficiência e produtividade gerando maior transparência nas atividades corporativas.
Intervenção online
Permite reduzir o tempo de resposta ao se constatar potenciais oportunidades ou qualquer anomalia nos processos no ambiente empresarial. Age de forma preventiva garantindo a solução de situações de forma imediata e o pleno funcionamento das operações.
Dynamic workflow
Permite criar um ambiente de gerenciamento ativo dos mais diversos fluxos de trabalho e processos empresariais. Implementa métodos automáticos de controle baseados em agenda, ocorrência e estatística.
Business Intelligence
Permite configurar uma base completa de indicadores de performance para gerenciamento de todas as interações e transações no ambiente operacional. Cria relatórios dinâmicos com gráficos analíticos atualizados em tempo real, fornecendo uma visão global de todos os processos empresariais.